# Araneus amblycyphus
Araneus amblycyphus là một loài nhện trong họ Araneidae.
Loài này thuộc chi Araneus. Araneus amblycyphus được Eugène Simon miêu tả năm 1908.